# José María Avrial
José María Avrial y Flores (n. 26 februarie 1807, Madrid, Madrid⁠(d), Spania – d. 28 decembrie 1891, Madrid, Noua Castilie⁠(d), Spania) a fost un pictor, ilustrator și scenograf spaniol.

## Biografie
Avrial s-a născut la Madrid . La vârsta de doisprezece ani a fost înscris la cursurile Real Academia de Bellas Artes din San Fernando; devenind student obișnuit doi ani mai târziu. Profesorii săi au fost Fernando Brambila⁠(d) și José de Madrazo⁠(d), care i-au încredințat realizarea litografiilor pentru Colección litográfica de los cuadros del rey de España.
A fost numit „Persoană de merit” de către academie în 1837, distincție pe care a primit-o și de la Real Academia de Bellas Artes de San Carlos de Valencia în anul următor pentru desenele sale din vechile districte din Madrid. În același an, a fost numit director al Școlii de Arte Plastice din Segovia, unde a stabilit cursuri de pictură decorativă și perspectivă.
În 1839, a prezentat Academiei San Fernando o serie de desene înfățișând antichitățile din Segovia, inclusiv camerele de la Alcázar de Segovia⁠(d), care ar fi grav avariate de un incendiu în 1862. S-a întors la Madrid în 1840 și s-a dedicat picturii peisajelor și conceperii de decorațiuni pentru festivaluri, folosindu-și expertiza cu perspectivă. O mare parte din munca sa a fost realizată la Teatro de la Cruz, unde decorurile sale notabile le-au inclus pe cele pentru Don Juan Tenorio. De asemenea, a fost ales în Academia Arqueológica y Geográfica del Príncipe Alfonso.
A fost ales să conducă secția de pictură la Escuela de Bellas Artes de Cádiz în 1853, ținând trei discursuri majore despre istoria artei în 1854, 1855 și 1856. Acestea au fost extinse într-o carte la solicitarea președintelui școlii. Tot în 1856 a câștigat un concurs pentru proiectarea unui monument pentru Domingo de Silos Moreno (1770-1853), fostul episcop de Cádiz, dar proiectul nu a fost niciodată finalizat din lipsă de fonduri. Patru ani mai târziu, a fost transferat, prin ordin regal, la „Escuela Superior de Pintura y Escultura” de la Curtea din Madrid, unde regina Isabela a II-a l-a numit secretar al „Escuela y Junta de Profesores”.
În 1865, a fost însărcinat de Academia del Príncipe Alfonso să scrie un raport despre studiile arheologice ale arhitecturii naționale a Spaniei, pe care l-a și ilustrat. De-a lungul carierei sale, a oferit desene pentru numeroase publicații, atât profesionale, cât și populare. S-a întors la Madrid în 1873, unde a devenit profesor la „Escuela Central de Artes y Oficios” a Academiei San Fernando și a fost numit și membru la această instituție.

## Lucrări alese

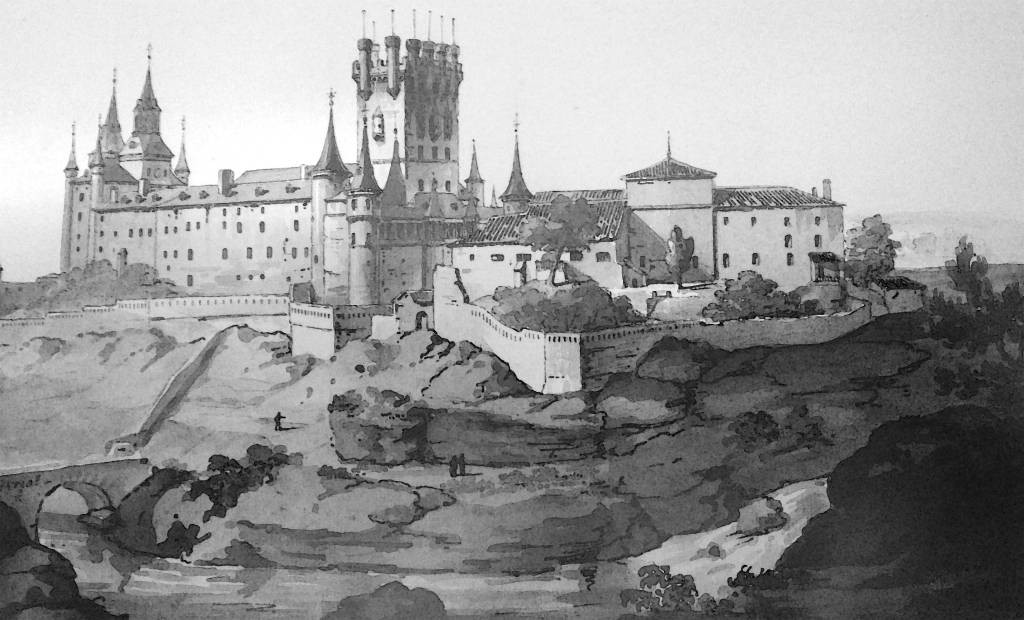
Gravura Alcázar de Segovia
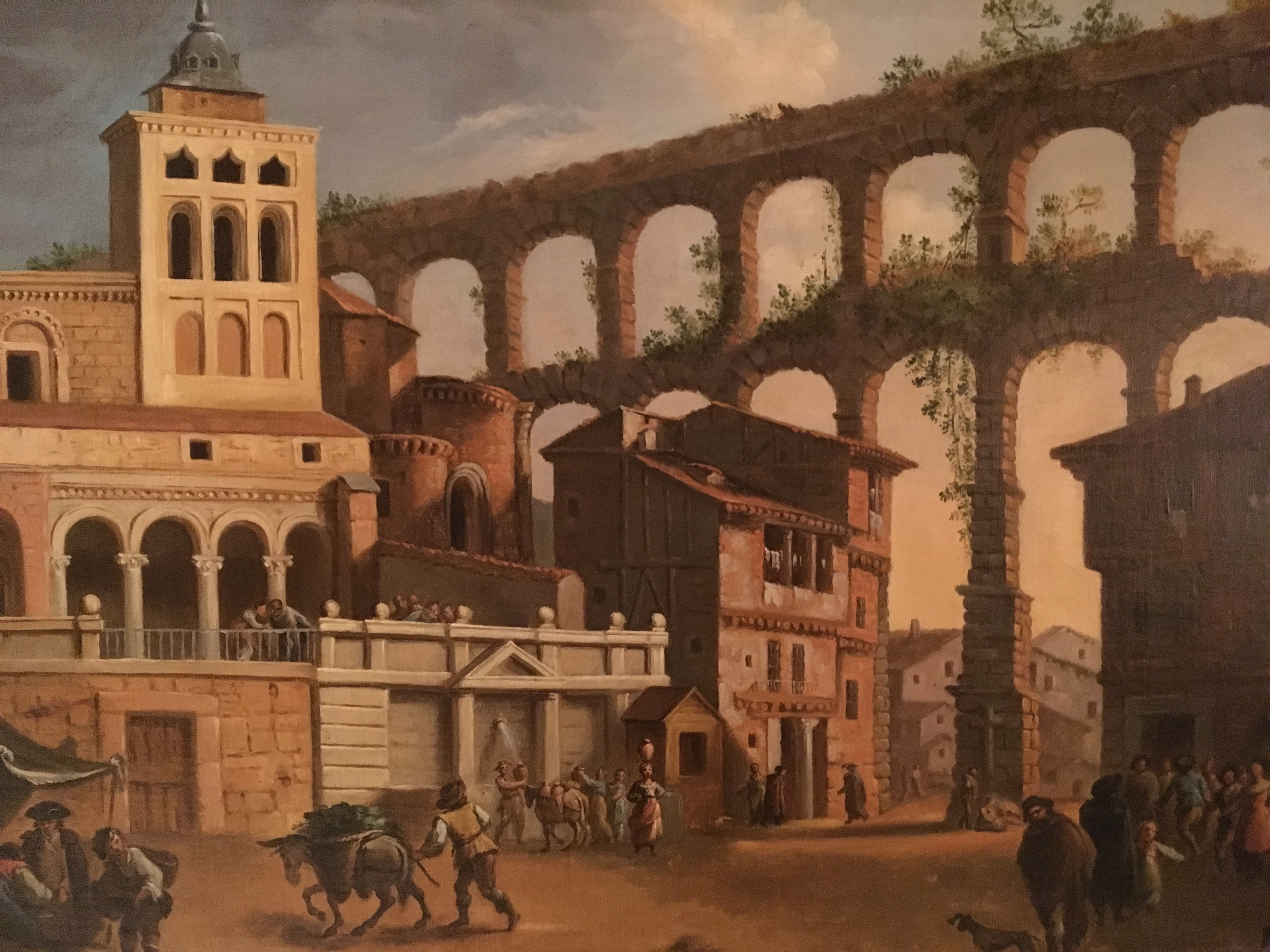
Vista de la plaza del Azoguejo y Santa Columba, 1850, Museo de Segovia
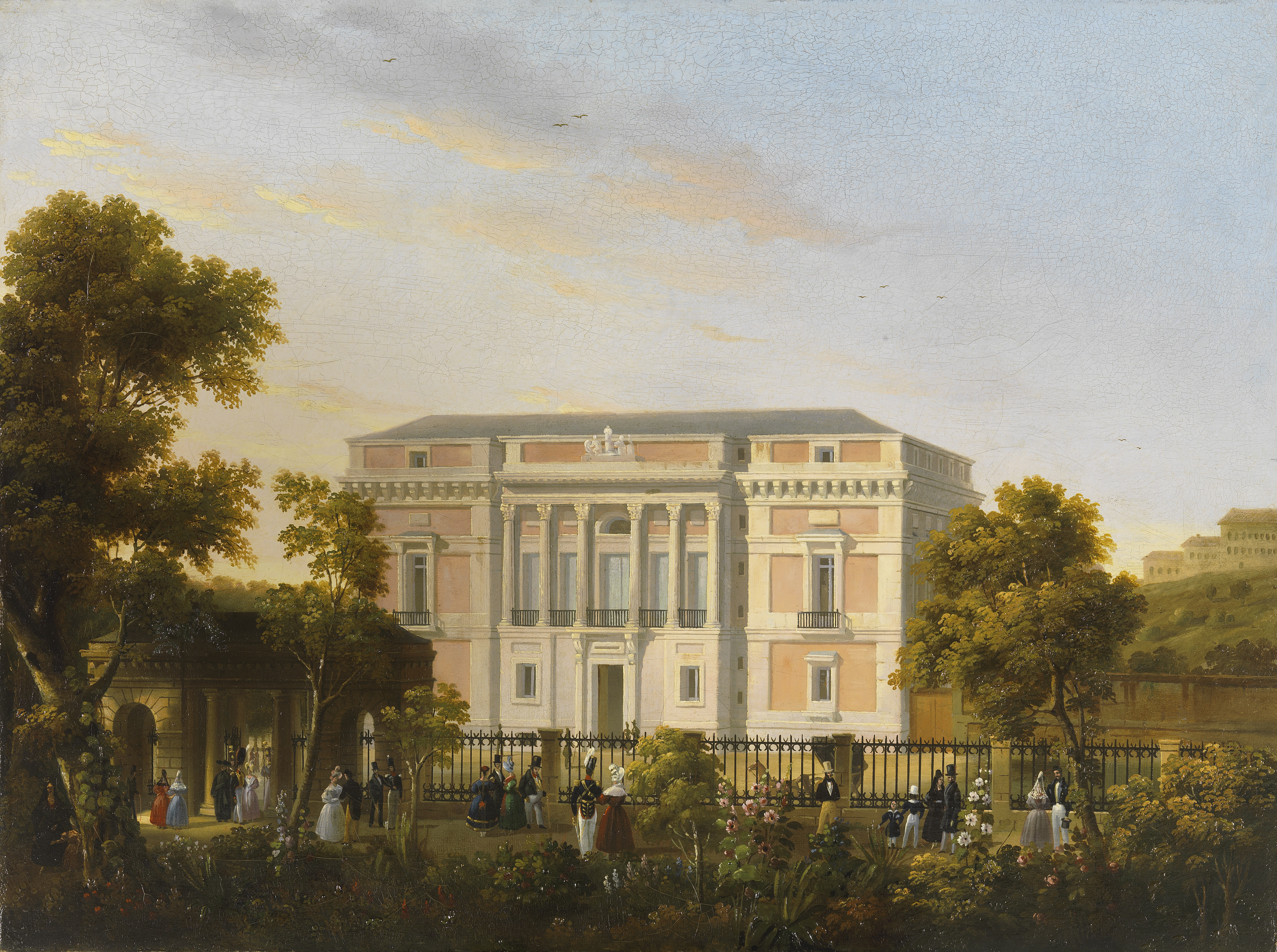
Museo del Prado, văzut din Grădina Botanică